# Scutascirus exasperatus
Scutascirus exasperatus är en spindeldjursart som först beskrevs av Shiba 1978.  Scutascirus exasperatus ingår i släktet Scutascirus och familjen Cunaxidae. Inga underarter finns listade i Catalogue of Life.